# طيبة المسلمية
قرية طيبة المسلمية تقع في ولاية القضارف بالسودان على ارتفاع 439 متر (1443 قدم) فوق سطح البحر وتبعد عن مدينة القضارف عاصمة الولاية بحوالي 62 كيلومتر ( 39 ميل)، وعن العاصمة الوطنية الخرطوم 251 كيلومتر (165 ميل) تقريبا، وهي من المدن الحديثة النشأة تطورت مع تطوير مشروع الرهد الزراعي الذي تأسس في عام 1977 م، وتستضيف مقر إدارته. وتقع الفاو على الطريق البري الذي يربط الخرطوم ومشروعي الجزيرة و الرهد الزراعيين بمنطقة شرق السودان وميناء بورتسودان المطل على البحر الأحمر.